# Jorge María Mejía
Jorge María Mejía (Buenos Aires, 31 de gener de 1923 – Ciutat del Vaticà, 9 de desembre de 2014) fou un cardenal argentí de l'Església Catòlica, arxiver i bibliotecari emèrit del Vaticà.
Va ser ordenat prevere per l'arquebisbat de Buenos Aires el 22 de setembre de 1945, aconseguint posteriorment un doctorat en teologia a l'Angelicum i una llicenciatura en Sagrada Escriptura pel Pontifici Institut Bíblic de Roma.
Va ser professor d'Antic Testament a la facultat de teologia de la recent creada Universitat Catòlica Argentina. Durant l'època de Perón edità la revista catòlica Criterio. Va exercir de pèrit durant el Concili Vaticà II. Va ser secretari del Departament d'Ecumenisme del CELAM des de 1967 fins que va ser nomenat secretari de la Comissió de la Santa Seu per a les Relacions Religioses amb els Jueus el 1977. El 1986 va ser nomenat vicepresident del Consell Pontifici Iustitia et Pax i bisbe titular d'Apolònia, sent ordenat el 12 d'abril.
El 5 de març de 1994 va ser nomenat Secretari de la Congregació per als Bisbes i elevat a la dignitat arquebisbal. Des de 1998 ha estat Arxiver i Bibliotecari de la Santa Església Romana, passant a ser-ho emèrit al novembre de 2003.
Va ser creat cardenal per Joan Pau II al consistori del 21 de febrer de 2001, amb el títol de San Girolamo della Carità, diaconia elevada pro hac vice a títol presbiteral el 21 de febrer de 2011.
El 15 de març de 2013 patí un infart a Roma l'endemà de l'elecció al soli pontifici del seu compatriota el Papa Francesc, que el visità personalment a l'hospital.

## Obres
- Historia de una identidad.  Letemendia, 2005. ISBN 987-21732-6-5.